# 2025年拉沃尔杯
2025年拉沃尔杯（2025 Laver Cup），即第8届拉沃盃，是一项由欧洲对阵世界其他地区的球队的男子网球锦标赛，于2025年9月19–21日在美国旧金山大通银行中心的室内硬地球场举行，是2025年ATP巡回赛之一，统计球员之间的胜负关系但不赋予球员ATP积分。

## 参赛球员
2024年12月3日，卡洛斯·阿尔卡拉斯和泰勒·弗里茨成为首批确认的球员，分别代表欧洲队和世界队参赛。
| 欧洲队             | 欧洲队 |
| ------------------ | ------ |
| 队长： 雅尼克·诺阿 |        |
| 副队长：           |        |
| 球员               | 排名   |
| 卡洛斯·阿尔卡拉斯  |        |

| 世界队               | 世界队 |
| -------------------- | ------ |
| 队长： 安德烈·阿加西 |        |
| 副队长：             |        |
| 球员                 | 排名   |
| 泰勒·弗里茨          |        |

## 比赛过程
第1天的每场比赛胜利获得1分，第2天获得2分，第3天获得3分。第一个得到13分的团队将获胜。